# Dimas Fernández-Galiano Fernández
Dimas Fernández-Galiano Fernández (Barcelona, 2 de febrero de 1921 - Madrid, 13 de mayo de 2002) fue un naturalista español.

## Biografía
Doctor en Ciencias Naturales, fue catedrático de Bacteriología y Protozoología de la Facultad de Ciencias de la Universidad Central. También fue miembro de diferentes sociedades y corporaciones científicas.